# Kiskonjoen latvavedet
Kiskonjoen latvavedet este o arie protejată (arie specială de conservare — SAC, sit de importanță comunitară — SCI) din Finlanda întinsă pe o suprafață de 70 ha, integral pe uscat.

## Localizare
Centrul sitului Kiskonjoen latvavedet este situat la coordonatele 60°22′41″N 23°39′22″E / 60.3781°N 23.6561°E.

## Înființare
Situl Kiskonjoen latvavedet a fost declarat sit de importanță comunitară în august 1998 pentru a proteja 1 specie de animale. Situl a fost protejat și ca arie specială de conservare în aprilie 2015.

## Biodiversitate
Situată în ecoregiunea boreală, aria protejată conține 7 habitate naturale: Ape oligotrofe din câmpii nisipoase, cu un conținut foarte redus de minerale (Littorelletalia uniflorae), Lacuri și iazuri distrofice naturale, Râuri naturale fino-scandinave, Cursuri de apă de la nivel de câmpie la nivel montan, cu vegetație Ranunculion fluitantis și Callitricho-Batrachion, Mlaștini turboase de tranziție și turbării mișcătoare, Mlaștini alcaline, Mlaștini împădurite.
La baza desemnării sitului se află o specie protejată de  mamifere: vidră de râu (Lutra lutra).
Pe lângă speciile protejate, pe teritoriul sitului au mai fost identificate 1 specie de păsări.